# Барши, Бела
Бела Барши (1906—1968) — венгерский актёр театра, кино и телевидения. Лауреат государственной премии Кошута (1953).

## Биография
Театральную карьеру начал в Клуж-Напока в 1928 году. С 1929 года служил в театрах Будапешта, позже в различных передвижных труппах. С 1940 по 1944 год — актёр коллектива театра в Орадя, в 1948—1949 годах — Национального театра в Дьёре.
С 1949 года выступал в Сегеде, с 1956 по 1966 год до выхода на пенсию был актёром Будапештского национального театра.
Снимался в кино с 1952 года. С 1952 по 1968 год снялся более чем в шестидесяти фильмах.

## Избранная фильмография
- 1967 — Парни с площади / Fiúk a térröl — эпизод
- 1966 — Золтан Карпати / Kárpáthy Zoltán
- 1966 — Венгерский набоб / Egy magyar nábob — эпизод (нет в титрах)
- 1965 — Так я пришел / Így jöttem
- 1965 — Сыновья человека с каменным сердцем / A köszívü ember fiai
- 1965 — Половодье / Zöldár
- 1965 — Одни неприятности / Az elsö esztendö
- 1965 — Без надежды / Szegénylegények — Фоглар
- 1965 — 20 часов / Húsz óra
- 1963 — Кантата / Oldás és kötés
- 1962 — Наследство казначея Стамбула / Az Aranyember — Сирил Сидорович
- 1962 — Жерминаль
- 1962 — Апрельская тревога / Áprilisi riadó
- 1961 — Ружья и голуби / Puskák és galambok
- 1960 — Случай с Мари Тоот и Ности / A Noszty fiú esete Tóth Marival
- 1959 — Три звезды / Három csillag
- 1959 — С субботы до понедельника / Szombattól hétföig — эпизод
- 1959 — Любовь в четверг / Szerelem csütörtök
- 1959 — Вчера / Tegnap
- 1959 — Бессонные годы / Álmatlan évek
- 1959 — 39-я бригада / A harminckilences dandár — Иштван Папп Кемювеш
- 1958 — Контрабандисты / Csempészek
- 1958 — Железный цветок / Vasvirág (озвучание — Николай Граббе)
- 1958 — Дом под скалами / Ház a sziklák alatt
- 1958 — Боганч / Bogáncs — Додо (озвучание — Николай Крюков)
- 1958 — Анна Эйдеш / Édes Anna — Фичор (озвучание — Алексей Кельберер)
- 1957 — Два признания / Két vallomás
- 1957 — Дани / Dani
- 1957 — В солдатском мундире / Bakaruhában
- 1957 — Винтовая лестница /Csigalépcsö — Иштван Вайда
- 1956 — Господин учитель Ганнибал / Hannibal tanar ur
- 1955 — Карусель / Körhinta (Венгрия) — Иштван Патаки, отец Мари
- 1954 — За четырнадцать жизней /Eletjel (озвучание — Марк Бернес)
- 1953 — День гнева / А Harag napja — Йожи Седлачек